# Ole Olsen (speedwaykører)
 For alternative betydninger, se Ole Olsen. (Se også artikler, som begynder med Ole Olsen)
Ole Olsen (født 16. november 1946 i Haderslev) er en dansk tidligere speedwaykører og nuværende løbsleder. Ole Olsen har vundet 21 VM-medaljer, heraf fire individuelle guldmedaljer i verdensmesterskabet i speedway i 1971 på Ullevi i Göteborg samt i 1975 og 1978 på Wembley samt verdensmesterskabet i 1.000 m sandbane 1973. Ofte i skarp konkurrence med Ivan Mauger fra New Zealand.
Ole Olsens sejre gav speedwaysporten et regulært gennembrud i Danmark og banede vejen for senere stjerner som Hans Nielsen, Erik Gundersen og Tommy Knudsen.
Han kørte sit sidste løb i 1983.
Efter endt sportslig karriere fortsatte Ole Olsen med at stå som arrangør af Speedway-løb på sin egen bane i Vojens, og er i dag direktør for det globale Speedway Grand Prix serie under Benfield Sports.
Ole Olsen er gift med fru Ulla, bosat i Sommersted, og sammen har de sønnerne Jacob og Torben.

## Hædersbevisninger
- Inkluderet i Team Danmarks sportskanon 2005.
- Optaget i dansk idræts Hall of Fame.
- Tildelt den svenske H.M. Kongens Medalje.[1]